# 欣古河畔聖費利斯

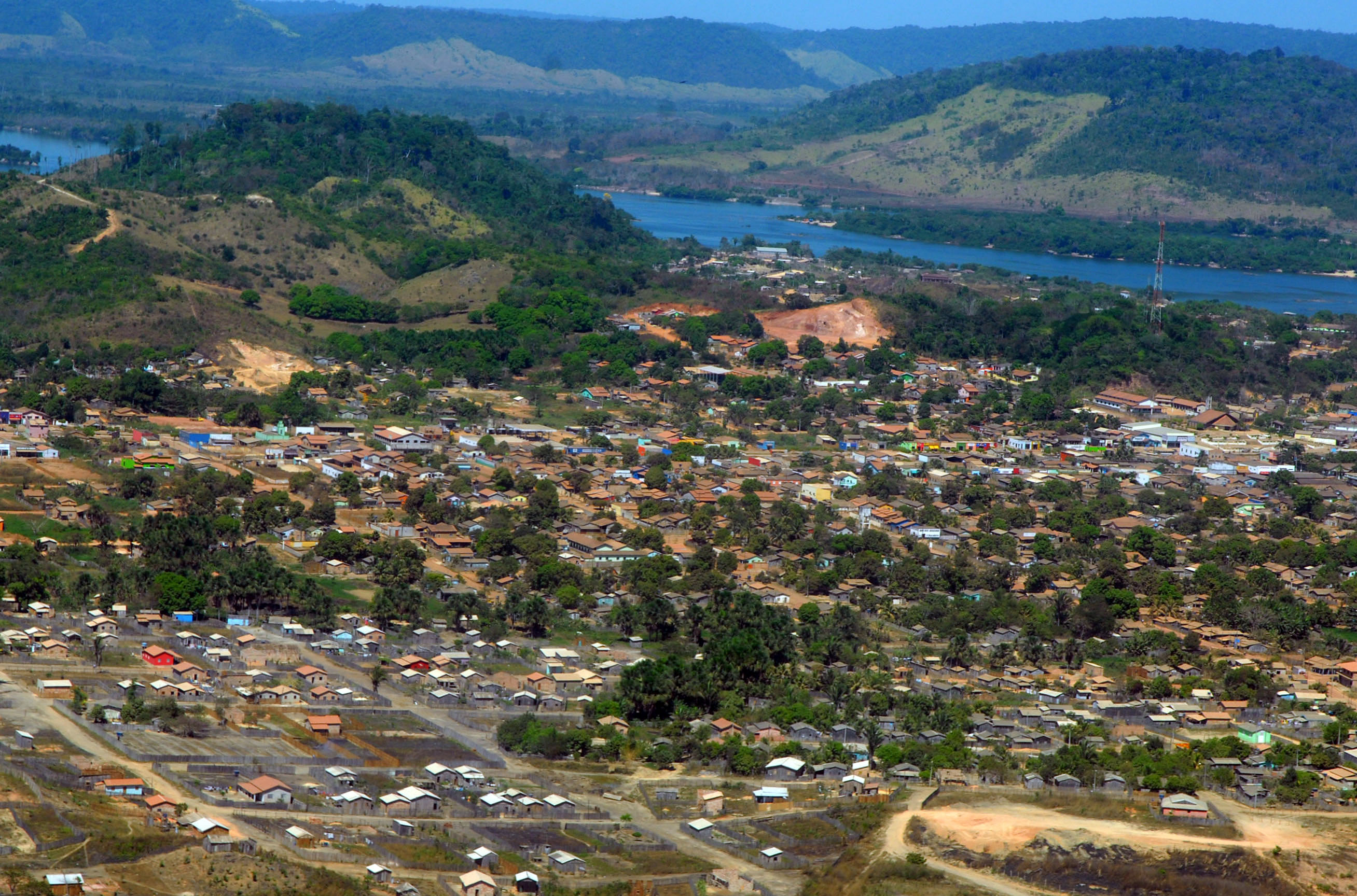
欣古河畔聖費利斯

欣古河畔聖費利斯（葡萄牙語：São Félix do Xingu）是巴西帕拉州的市镇，位於該國北部，始建於1900年11月20日，面積84,212平方公里，海拔高度220米，2014年人口111,633，人口密度每平方公里1.33人。